# Província de Mino
Mino (美濃国, Mino no kuni) foi uma antiga província do Japão , composta por quase todo o sul da atual prefeitura de Gifu. A província de Mino fazia fronteira com as províncias de Echizen, Hida, Ise, Mikawa, Ōmi, Owari e Shinano.

Mapa das províncias japonesas (1868) com a província de Mino em destaque

Embora a antiga capital da província estivesse próxima a Tarui, o castelo principal ficava na cidade de Gifu, região do Castelo de Inabayama .

## Recorte histórico

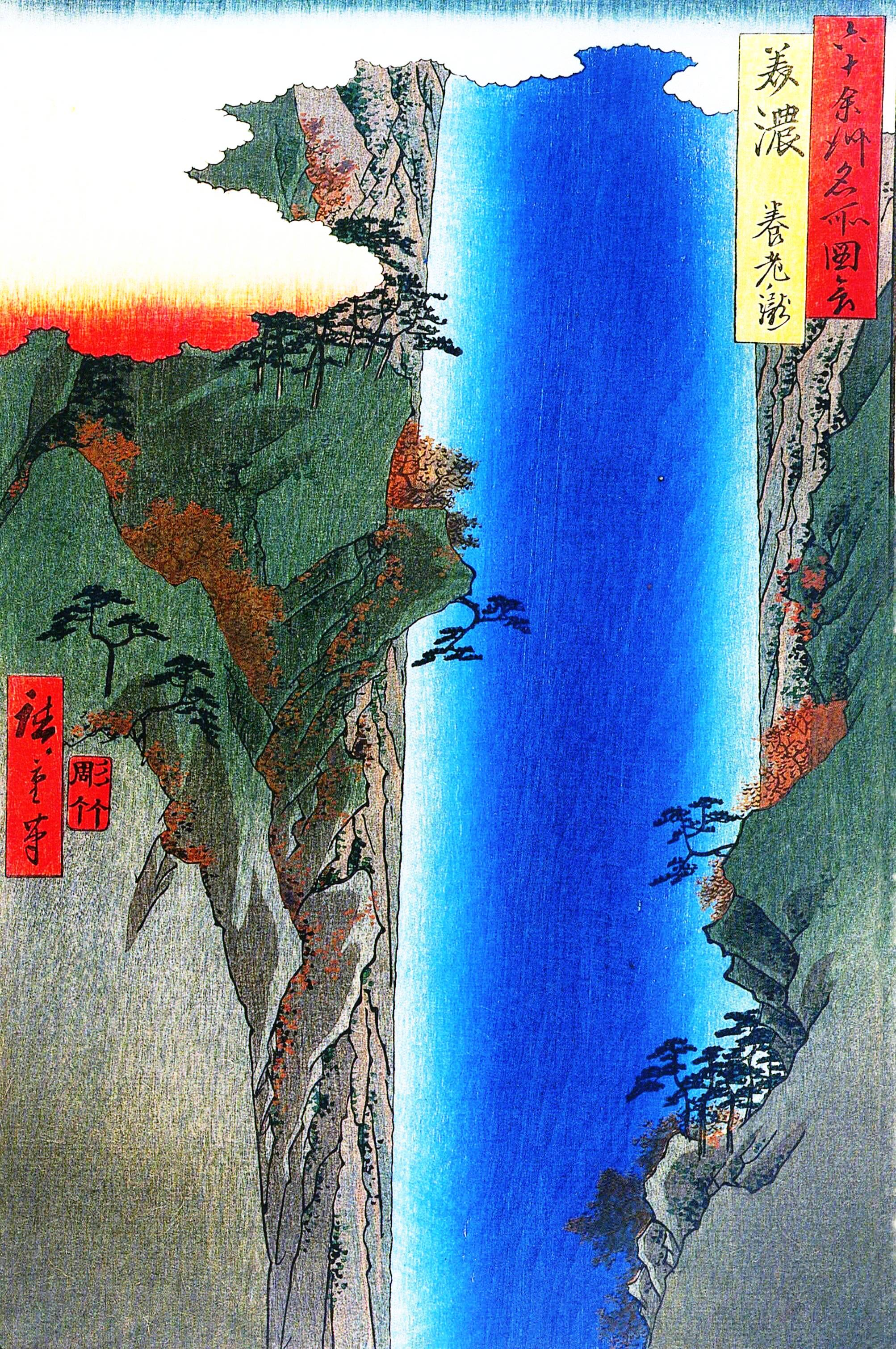
Reprodução artística da Cachoeira de Yoro, na região de Gifu

Em 713, a estrada que ligava as províncias de Mino e Shinano foi alargada para acomodar um maior número de viajantes. 
Séculos depois, durante o Período Sengoku, Mino foi uma das províncias originalmente controladas por Oda Nobunaga. Seus herdeiros continuaram a controlar a província mesmo depois que Nobunaga morreu e Toyotomi Hideyoshi tomou o poder do país.
A Batalha de Sekigahara aconteceu na fronteira oeste de Mino, perto das montanhas entre as regiões de Chūbu e Kinki.

## Kokushi
- Fujiwara no Tamaro - 763 (Mamoru Mino)
- Minamoto no Yoshiari - 870 - 872 (Mino Gonmori)
- Fujiwara Motosuke - 973 - 979
- Fujiwara no Tamesuke - 979 - 984
- Fujiwara no Sanesuke - 984 - 987
- Ōinomikado Yoshimune - 1279 - 1286 (Mino Gonmori)

## Shugo
Abaixo está uma lista incompleta de shugo que controlaram a província de Mino e os anos de reinado:

### Xogunato Kamakura
- Ōuchi Koreyoshi (大内惟義), 1187–1211
- Ōuchi Korenobu (大内惟信), até 1221
- Utsunomiya Yasutsuna (宇都宮泰綱), a partir de 1252
- Clã Hōjō, a partir de 1285
- Hōjō Tokimura (北条時村), 1296–1300
- Hōjō Masataka (北条政高), até 1333

### Xogunato Muromachi
- Toki Yorisada (土岐頼貞), 1336–1339
- Toki Yoritō (土岐頼遠), 1339–1342
- Toki Yoriyasu (土岐頼康), 1342–1387
- Toki Yasuyuki (土岐康行), 1387–1389
- Toki Yoritada (土岐頼忠), 1390–1394
- Toki Yorimasu (土岐頼益), 1395–1414
- Toki Mochimasu (土岐持益), 1422–1465
- Toki Shigeyori (土岐成頼), 1468–1495
- Toki Masafusa (土岐政房), 1495–1519
- Toki Yorinari (土岐頼芸), 1519–1542

## Leitura complementar
- Titsingh, Isaac, ed. (1834). [Siyun-sai Rin-siyo/Hayashi Gahō, 1652], Nipon o daï itsi ran; ou, Annales des empereurs du Japon.  Paris: Oriental Translation Fund of Great Britain and Ireland.--  Click for digitized, full-text copy of this book (in French).